# Spencer Larsen
Spencer Larsen (Mesa, 4 marzo 1984) è un giocatore di football americano statunitense che gioca nei ruoli di fullback e linebacker per i New England Patriots della National Football League. Fu scelto dai Denver Broncos nel corso del sesto giro del Draft NFL 2008. Al college ha giocato a football ad Arizona.

## Carriera universitaria
Larsen giocò con gli Arizona Wildcats, squadra rappresentativa dell'Università dell'Arizona.

## Carriera professionistica

### Denver Broncos
Al draft NFL 2008 fu selezionato come 183ª scelta dai Broncos. Debuttò nella NFL l'8 settembre contro gli Oakland Raiders indossando la maglia numero 46. Il 16 novembre fu il primo giocatore ad aver debuttato da titolare sia in attacco come full back sia in difesa come linebacker nella stessa partita. Giocò il resto della stagione prevalentemente in difesa.
Nelle stagioni successive ha trovò pochi spazi, giocando maggiormente come fullback. Il 22 dicembre 2010 fu messo sulla lista infortunati per un problema ad una caviglia.
Nella stagione 2011 giocò 16 partite di cui 6 da titolare.

### New England Patriots
Larsen firmò con i New England Patriots il 22 marzo 2012.

## Vittorie e premi
(1) Pepsi NFL Rookie della settimana (11ª del 2008).

## Statistiche
| Partite totali             | 50  |
| Partite totali da titolare | 15  |
| Yard su ricezione          | 127 |
| Touchdown su ricezione     | 1   |
| Yard su corsa              | 62  |
| Touchdown su corsa         | 0   |